# Oricon
La Oricon Inc. (株式会社オリコン?, Kabushiki-gaisha Orikon) è la holding fondata nel 1999, a capo di un gruppo aziendale giapponese che fornisce statistiche ed informazioni sulla musica e sull'industria musicale in Giappone. È nata come Original Confidence Inc. (株式会社オリジナルコンフィデンス?, Kabushiki-gaisha Orijinaru Konfidensu), che fu fondata da Sōkō Koike nel novembre 1967 e divenne immediatamente famosa per le sue classifiche musicali.
Queste classifiche sono compilate settimanalmente utilizzando i dati forniti da 19.027 punti vendita (ad aprile 2020) da cui vengono tratte le classifiche di vendita di CD musicali, DVD, videogiochi e altri prodotti di intrattenimento. I risultati vengono annunciati ogni martedì e pubblicati su Oricon Style dalla controllata Oricon Entertainment Inc. Il gruppo stila sul proprio sito ufficiale anche una classifica degli spot televisivi più popolari fra il pubblico, ricavando i dati da sondaggi settimanali.